# Caiçara do Rio do Vento
Caiçara do Rio do Vento is een gemeente in de Braziliaanse deelstaat Rio Grande do Norte. De gemeente telt 3.185 inwoners (schatting 2009).